# Соуза Маттос, Энрике де
Энрике де Соуза Маттос (порт.-браз. Henrique de Souza Mattos; род. 11 сентября 1939, Рио-де-Жанейро), более известный под именем Жабуру́ (порт.-браз. Jaburú) — бразильский футболист, нападающий. Родной брат футболиста Жорже де Соуза Маттоса, который также играл под прозвищем Жабуру. Чтобы различать братьев, Энрике иногда называли Жабуру II.

## Карьера
Жабуру родился в Рио-де-Жанейро в семье Ари де Соузы. Он начал играть в футбол в клубе «Эстрела ду Орьенте», откуда в возрасте 15 лет он перешёл в «Оларию». Тогда же он получил своё прозвище — «Жабуру II». Это прозвище придумал тренер молодёжки, когда впервые увидел футболиста. Энрике был очень похож на брата Жорже, однако тренер не знал об их родстве, потому сразу назвал его «Жабуру II». В 1957 году Жабуру стал лучшим бомбардиром молодёжного чемпионата Рио-де-Жанейро. А с 1958 года футболист стал играть за основной состав «Оларии». В 1959 и 1960 годах нападающий становился лучшим бомбардиром команды. А в конце 1960 года Жабуру перешёл во «Флуминенсе».
Футболист дебютировал в составе «Флу» 11 ноября 1960 года в матче розыгрыша Чаши Бразилии с «Палмейрасом» (0:1). 11 января 1961 года Жабуру забил первый мяч в составе команды в матче с «Сеарой» (1:2). В составе «Флуминенсе» нападающий играл ещё полтора года, проведя 55 матчей и забив 15 голов. Последний матч за клуб Жабуру сыграл 15 апреля 1962 года с «Интернасьоналом» (2:1). В том же году он перешёл в состав «Атлетико Минейро». 24 апреля футболист дебютировал в составе команды в матче с «Америкой Минейро» (1:2). 3 мая забил первый гол за клуб, поразив ворота «Демократы» (1:1). Всего за команду Жабуру провёл 14 матчей и забил 4 гола.
В конце 1962 года Жабуру возвратился в «Оларию», где играл ещё два сезона. В 1964 году бразилец стал игроком уругвайской команды «Насьональ», где дебютировал 25 марта в товарищеской игре с клубом «Серрильос» (12:0), где забил два гола. Всего за клуб он провёл 27 матчей и забил 15 голов. В 1965 году Жабуру перешёл в аргентинский клуб «Спортиво Итальяно», выступавшем во втором дивизионе чемпионата Аргентины. За клуб он выступал четыре сезона, проведя 82 матча и забив 24 гола, став лучшим иностранным бомбардиром в истории команды.